# سنگ (فیلم ۲۰۱۳)
«سنگ» (انگلیسی: The Stone (2013 film)) فیلمی در ژانر درام و اکشن است که در سال ۲۰۱۳ منتشر شد.